# Grube Hahnenfurth
Die Grube Hahnenfurth ist ein Kalkstein-Steinbruch im Oberdevonischen Massenkalk im Westen Wuppertals im Stadtbezirk Vohwinkel an der Grenze zu Wülfrath.

## Beschreibung
Der bei Hahnenfurth westlich und östlich von Dornap gelegene Steinbruch ist nach der Ortslage Hahnenfurth benannt. Nördlich der Grube, südlich der Halde Hahnenfurth, verläuft die Düsseldorfer Straße als Bundesstraße 7. Die Grube Hahnenfurth und die Grube Hanielsfeld im Westen werden von der Bahntrasse der Bahnstrecke Wuppertal-Vohwinkel–Essen-Überruhr, die von der S-Bahn-Linie S 9 befahren wird, getrennt. Die beiden Gruben sind durch einen Tunnel unterhalb der Bahntrasse verbunden.
Die Grube misst in der West-Ost-Ausdehnung rund 1000 Meter und in der Nord-Süd-Ausdehnung rund 900 Meter (gemeint ist hier der Bereich, der für die Öffentlichkeit abgesperrt ist). Betrieben wird die Grube von der Rheinkalk GmbH Werk Dornap (mit Unternehmenssitz in Wülfrath). Der Wasserspiegel liegt rund 110 Meter unter dem Bodenniveau der Umgebung (bezogen auf Hahnenfurth, das rund 145 Meter über Null liegt).

## Süderweiterung
Um den Kalkabbau am Standort für die nächsten Jahrzehnte zu sichern, wurde die Süderweiterung des Tagebaus beschlossen. Als erste Maßnahme wurde 1996 die Bundesstraße 7 vom ehemaligen Südrand der Grube zum nördlichen Rand vor der Abraumhalde verlegt. Dadurch wurde diese Fläche für den Abbau frei. Der Brennbetrieb des Kalkwerks Dornap wurde in das Kalkwerk Flandersbach verlegt, so dass das südlich der ehemaligen Trasse der Bundesstraße gelegene Werk stillgelegt und zum Abriss freigegeben werden konnte. Auch diese Fläche wird anschließend zum Abbau genutzt. Bis Herbst 2012 wurden bereits mehrere Gebäude des Werks und dessen Gleisanschluss an die Bahnstrecke Düsseldorf-Derendorf–Dortmund Süd abgerissen.
- 3D-Modell der Gruben bei Dornap. Von links nach Rechts: Grube Hahnenfurth, Grube Hanielsfeld, Grube Voßbeck und Grube Schickenberg.